# Ejército de Liberación de Corea
El Ejército de Liberación de Corea (ELC, en hangul, 광복군; romanización revisada, Gwangbokgun), creado el 17 de septiembre de 1941 en Chongqing (China), fue la fuerza armada del Gobierno provisional de la República de Corea. Su comandante era el general Ji Cheong-cheon, con el general Lee Beom-seok, un héroe de la batalla de Cheongsanri y futuro primer ministro de Corea del Sur como jefe del Estado Mayor. Las fuerzas efectivas de esta fuerza estuvieron limitadas por el número de personal y por el armamento proporcionado por la República de China que dieron como resultado que la fuerza no excediese los 1 000 efectivos.

## Ejército de Liberación de Corea
El Ejército de Liberación de Corea (ELC) reunió en un ejército a muchos guerrilleros coreanos que proliferaban en el norte de Corea, Manchuria y la China continental durante la década de 1920. Después de la declaración de guerra por parte del Gobierno provisional contra Japón y Alemania el 9 de diciembre de 1941. Las unidades del ELC participaron en el bando aliado en los teatros asiáticos de China y del Sudeste. El Reglamento sobre las actividades del Ejército de Liberación de Corea, impuesto por el gobierno nacionalista chino al gobierno provisional en 1941, colocó al ELC bajo la autoridad suprema del comandante en jefe del ejército chino. Este Reglamento fue derogado en 1944, después de que el gobierno provisional lograse mejorar su situación financiera y obtuvo una mayor importancia a los ojos del gobierno chino.
El ELC no estaba inactivo durante este período. El ELC envió tropas para luchar junto a los soldados británicos en el teatro del sudeste asiático de la Segunda Guerra Mundial, incluyendo las afueras de Birmania y la India. En 1943, los grupos guerrilleros socialistas se unieron al ELC, y su líder, el general Kim Wonbong, se convirtió en el comandante adjunto del ELC. Sus números fueron impulsadas por la continua afluencia de coreanos que escapaban del ejército japonés (en la que algunos coreanos habían sido obligados a enrolarse) y a través de la contratación de los coreanos que vivían en China. Desde sus humildes comienzos con un cuerpo de oficiales de 30 hombres en su fundación en 1941, el ELC creció a una fuerza considerable con casi un millar en el servicio activo por el final de la guerra. Miles más fueron reclutados en Manchuria y la China continental.

## Fin de la guerra
En 1945, el ELC estaba trabajando en cooperación con la Oficina de Servicios Estratégicos de Estados Unidos para entrenar a los hombres para las operaciones militares especializadas dentro de Corea. Las unidades principales debían salir el 20 de agosto, con el General Lee al frente; sin embargo, la aspiración del ELC de jugar un papel importante en la liberación de Corea de la ocupación japonesa no se cumplió, ya que Japón se rindió incondicionalmente a los Aliados el 15 de agosto. Tres días más tarde, una veintena de oficiales se desplazaron a Seúl, donde fueron obligados a retirarse por los militares japoneses, que solo desalojaron el lugar al llegar los militares estadounidenses.

## Posguerra
Los miembros del ELC regresaron a Corea a finales de 1945 y 1946. Muchos de sus miembros, entre ellos los generales Ji y Lee, pasaron a formar parte del gobierno de Corea del Sur, mientras que el general Kim contribuyó al naciente régimen de Corea del Norte de Kim Il-sung, quien afirmó haber sido un oficial del ELC.
Ha habido un movimiento en Corea del Sur durante años para cambiar el día nacional de las Fuerzas Armadas del 1 de octubre al 17 de septiembre en honor de la fundación del Ejército Popular de Liberación de Corea en 1941.

## Escalafón militar del ELC

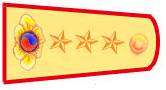
General (정장)
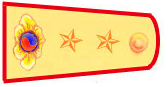
Teniente General (부장)
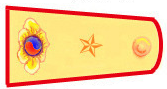
Mayor General (참장)

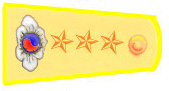
Coronel (정령)
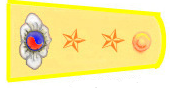
Teniente Coronel (중령)
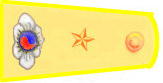
Mayor (참령)

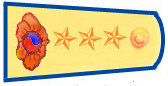
Capitán (정위)
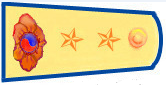
Teniente Primero (부위)
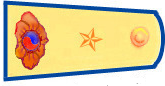
Teniente Segundo (부사)
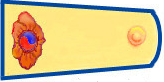
Oficial de Mando (준위)

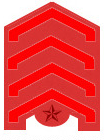
Sargento Maestro de Artillería (특무상사)
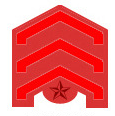
Sargento Maestro (상사)
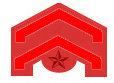
Sargento de Primera Clase (중사)
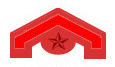
Sargento del Estado Mayor (하사)

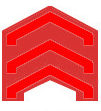
Cabo (상등병)
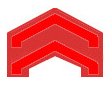
Soldado de primera (일등병)
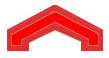
Soldado (이등병)